# 布萊恩·巴爾德
布萊恩·巴爾德（Brian Baird；1956年3月7日—）是美國的一位政治人物。在1999年至2011年期間，布萊恩·巴爾德擔任華盛頓州第3選舉區的美國眾議院眾議員。他的黨籍是民主黨。巴爾德出生在新墨西哥州。他畢業於懷俄明大學。